# Копцевичи (Копцевичский сельсовет, посёлок)
Копцевичи (бел. Капцэвічы) — посёлок и железнодорожная станция (на линии Лунинец — Калинковичи), центр Копцевичского сельсовета Петриковского района Гомельской области Республики Беларусь.
.

## География

### Расположение
В 21 км на северо-запад от Петрикова, 191 км от Гомеля.

## Транспортная сеть
Транспортные связи по просёлочной, затем автомобильной дороге Лунинец — Калинковичи. Планировка квартальная. Железная дорога разделяет деревню на две части: северную и южную. Жилые дома в основном деревянные, усадебного типа. Кирпичные строения составляют небольшую часть застройки.

## История
Обнаруженные археологами курганный могильник (33 насыпи, в 3,5 км на запад от деревни, в урочище Девичьи могилы) и курганный могильник (2 насыпи, 2 км на северо-запад) свидетельствуют о заселении этих мест с давних времён. По письменным источникам известна с XVI века как деревня
Далекие Кацевичи, в Мозырском повете Минского воеводства Великого княжества Литовского. На карте 1560 года деревенские земли отнесены к шляхетским, во владении Обуховичей. Обозначена под 1567 год в пописе армии Литовской.
После 2-го раздела Речи Посполитой (1793 год) в составе Российской империи. В 1795 году действовала Спасо-Преображенская церковь (деревянная). В 1834 году село, владение Киневичей, в Копаткевичской волости Мозырского уезда Минской губернии. В 1885 году работали церковь, винокурня. В 1884 году открыта церковно-приходская школа. После сдачи в эксплуатацию 15 февраля 1886 года железнодорожной линии Лунинец — Гомель начала работу железнодорожная станция. Согласно переписи 1897 года действовали церковь, хлебозапасный магазин, в Лясковичской волости Мозырского уезда Минской губернии. Рядом находился одноимённый фольварк, где работали винокурня, паровая и водяная мельницы. С 1903 года работал фанерно-лесопильный завод братьев Кеничей (в 1907-76 рабочих). В 1908 году действовало почтовое отделение. В 1909 году открыта школа, которая размещалась в наёмном крестьянском доме, а в 1920 году ей было выделено национализированное здание. В июле 1915 года бастовали рабочие фанерно-лесопильного завода, требовавшие повышения зарплаты и улучшения условий работы.
В 1920 году в боях против польской армии погибли 5 красноармейцев (похоронены в братской могиле на восток от станции). С 20 августа 1924 года центр Копцевичского сельсовета Петриковского района Мозырского (до 26 июля 1930 года и с 21 июня 1935 года по 20 февраля 1938 года) округа, с 20 февраля 1938 года Полесской, с 8 января 1954 года Гомельской областей.
В 1930 году организован колхоз «Пролетарий», работали фанерно-лесопильный завод, 2 кузницы, столярная мастерская. С 15 июля 1935 года по 24 августа 1951 года рабочий посёлок. Во время Великой Отечественной войны партизаны разгромили немецкий гарнизон, размещавшийся в деревне. В сентябре 1942 года и в 1943 году каратели убили 63 жителей. В боях около деревни погибли 32 советских солдата (похоронены в братской могиле около Дома культуры). 63 жителя погибли на фронте. Согласно переписи 1959 года располагались овощесушильный завод, цех Петриковского лесхоза по переработке древесины, лесничество, швейное ателье, профессионально-техническое училище, средняя школа, Дом культуры, 2 библиотеки, детский сад, амбулатория, аптека, отделение связи, 2 столовые, 6 магазинов, психоневрологическое общежитие.

## Население

### Численность
- 2004 год — 539 хозяйств, 1567 жителей.

### Динамика
- 1795 год — 28 дворов, 194 жителя.
- 1834 год — 37 дворов, 216 жителей.
- 1866 год — 279 жителей.
- 1885 год — 49 дворов, 310 жителей.
- 1897 год — 72 двора, 462 жителя; в фольварке 2 двора, 18 жителей; на железнодорожной станции 5 дворов, 36 жителей (согласно переписи).
- 1908 год — 97 дворов, 611 жителей.
- 1917 год — в деревне — 550 жителей, на железнодорожной станции — 203 жителя.
- 1959 год — 2095 жителей (согласно переписи).
- 2004 год — 539 хозяйств, 1567 жителей.

## Культура
- Дом культуры

## Достопримечательность

#### Памятник, скульптура
- Памятник В. И. Ленину
- Памятная доска в честь воинов-пограничников 18-го Житковичского пограничного отряда, частей 75-й стрелковой дивизии и 6-го отдельного дивизиона бронепоездов[1][2]